# Gudrun Marci-Boehncke
Gudrun Marci-Boehncke (* 8. Juni 1963 in Hilden) ist eine deutsche Literaturwissenschaftlerin und Medienforscherin. Sie ist Professorin für Neuere Deutsche Literaturwissenschaft/Elementare Vermittlungs- und Anwendungsaspekte an der Technischen Universität Dortmund.

## Leben
Marci-Boehncke studierte Germanistik und Geschichte an der Justus-Liebig-Universität in Gießen. Sie schloss ihr Studium 1987 mit dem Ersten Staatsexamen für das Lehramt an Gymnasien ab. Danach war sie von 1989 bis 1990 in Washington, D.C., wo sie unter anderem eine Lehrstuhlvertretung an der George Washington University übernahm. Ab 1992 war sie wissenschaftliche Mitarbeiterin am Institut für Didaktik der Deutschen Sprache und Literatur der Justus-Liebig-Universität in Gießen. 1994 wurde sie mit einer Arbeit über die deutsch-jüdische Schriftstellerin Fanny Lewald mit dem Titel Fanny Lewald – Jüdin, Preußin, Schriftstellerin. Studien zu autobiographischem Werk und Kontext promoviert.
Im Oktober 1999 übernahm sie die Gastprofessur Max Kade Distinguished Visitor am Colorado College in Colorado Springs, Colorado, USA. 2001 erhielt sie einen Ruf auf die Professur für Neuere Deutsche Literatur und ihre Didaktik/Kinder- und Jugendliteratur an der Pädagogischen Hochschule Ludwigsburg. Seit 2010 ist sie Professorin für Neuere Deutsche Literaturwissenschaft/Elementare Vermittlungs- und Aneignungsprozesse an der Technischen Universität Dortmund und leitet dort die Forschungsstelle Jugend – Medien – Bildung.

## Forschung
Marci-Boehncke beschäftigt sich wissenschaftlich mit Lese- und Medienforschung, Leseförderung und Medienkompetenzförderung sowie Fragen der kindlichen und jugendlichen Mediennutzung. Darüber hinaus arbeitet sie aktiv im Bereich der Medienkompetenzvermittlung für Multiplikatoren im schulischen und außerschulischen Bereich (z. B. Bibliotheken).

## Veröffentlichungen (Auswahl)
- mit Matthias Rath, unter Mitarbeit von Anita Müller und Habib Günesli: Kinder – Medien – Bildung. Eine Studie zu Medienkompetenz und vernetzter Educational Governance in der Frühen Bildung. Kopäd-Verlag, München 2013.
- mit Matthias Rath (Hrsg.): Medienkonvergenz im Deutschunterricht. Kopäd-Verlag, München 2011.
- mit Matthias Rath (Hrsg.): Jugend – Werte – Medien: Das Modell. Beltz, Weinheim 2009.
- mit Matthias Rath: Jugend – Werte – Medien: Die Studie. Beltz, Weinheim 2007.
- mit Matthias Rath (Hrsg.): BildTextZeichen lesen. Intermedialität im didaktischen Diskurs. Kopäd-Verlag, München 2006.
- mit Matthias Rath (Hrsg.): Jugend – Werte – Medien: Der Diskurs. Beltz, Weinheim 2006.
- mit Jörg Riecke (Hrsg.): „Von Mythen und Mären“. Mittelalterliche Kulturgeschichte im Spiegel einer Wissenschaftler-Biographie. Festschrift für Otfrid Ehrismann zum 65. Geburtstag. Georg Olms, Hildesheim 2006.
- mit Hans Dieter Erlinger (Hrsg.): Deutschdidaktik und Medienerziehung. Kulturtechnik Medienkompetenz in Unterricht und Studium. Kopäd-Verlag, München 1999.
- Fanny Lewald. Jüdin, Preußin, Schriftstellerin. Autobiographische Werke und historischer Kontext. Heinz Verlag, Stuttgart 1998.
- mit Petra Werner und Ulla Wischermann (Hrsg.): BlickRichtung Frauen. Theorien und Methoden geschlechtsspezifischer Rezeptionsforschung. Beltz, Weinheim 1996.